# Культура Фінляндії
Культура Фінляндії формувалась завдяки історичному та географічному положенню. Вона синтезувала язичницькі вірування вікінгів та слов'ян, християнську культуру сусідньої Швеції та Росії. Провідне місце у культурній традиції займає культура національних меншин, зокрема саамів. На сучасну культуру Фінляндії впливає американська культура.

## Історія культури Фінляндії
Найперші люди з'явились на території Фінляндії близько 40 тисяч років тому. Вони були переважно риболовами та мисливцями. На території Фінляндії існувало щонайменше 4 доісторичні культури: Суомус'ярві, Культура ямково-гребінцевої кераміки, культура ямкової кераміки, Кіуйкас. Кожна з них характеризується особливостями вироблення кераміки, засобів збирання, полювання, рибальства.
Протягом усього часу, аж до епохи вікінгів, територія Фінляндії була непривабливою для проживання через особливості клімату. Лише в період панування вікінгів почалося активне заселення, міграція, і разом з тим, обмін культурними традиціями з іншими народами, передусім зі шведським. 
Найзначнішою пам'яткою фінської культури є фінсько-карельський народний епос "Калевала", які зібрав ті упорядкував фінський мовознавець та фольклорист Еліас Леннрот. "Калевала" складається із 50 рун, епічних пісень.